# Centralna Szkoła Instruktorów Harcerskich ZHP „Nadwarciański Gród” w Załęczu Wielkim

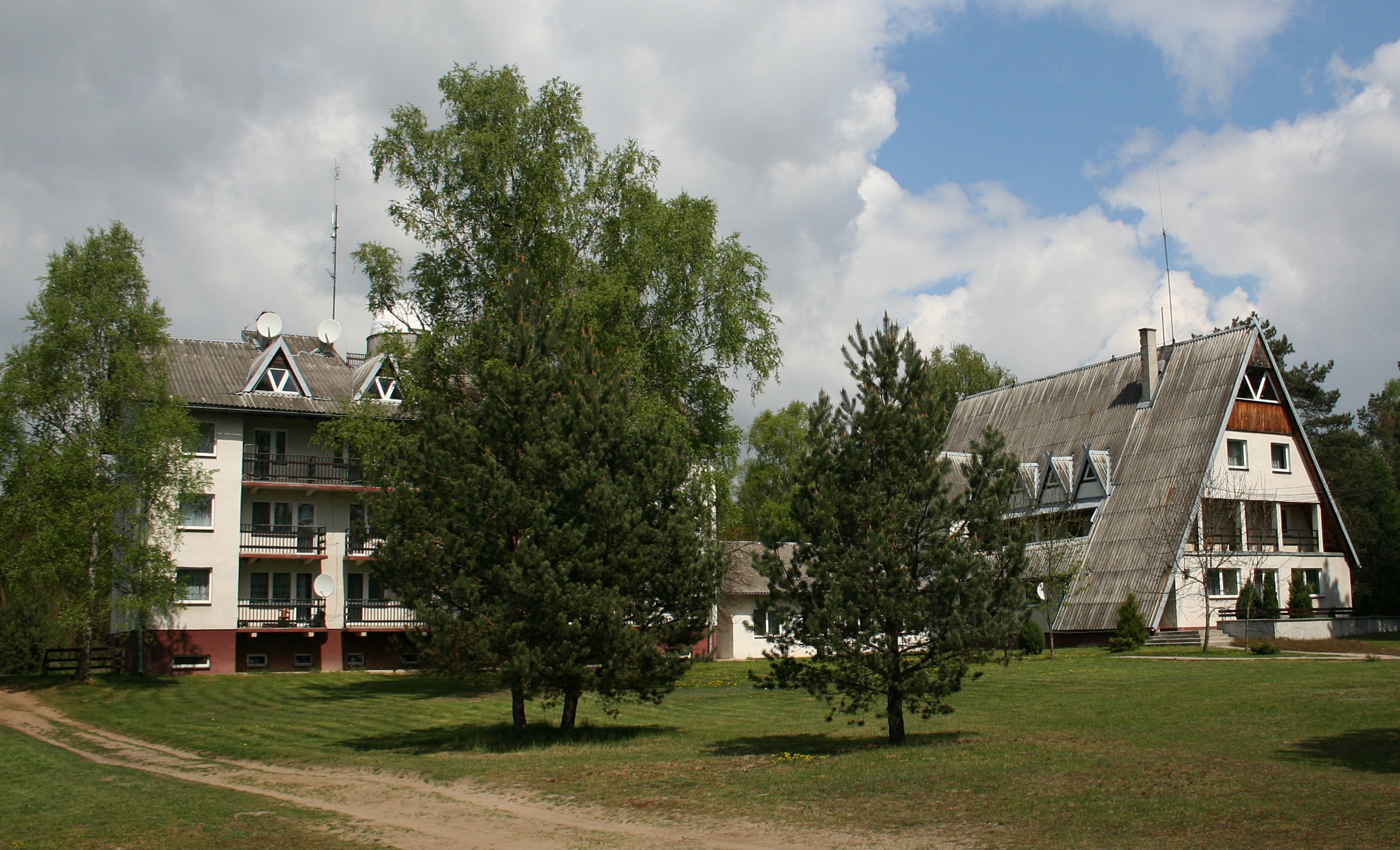
Hotel w ośrodku

Centralna Szkoła Instruktorów Harcerskich ZHP „Nadwarciański Gród” w Załęczu Wielkim (CSIH ZHP) – centralny ośrodek kształcenia instruktorów harcerskich Związku Harcerstwa Polskiego. Siedziba szkoły znajdowała się w ośrodku „Nadwarciański Gród” w Załęczu Wielkim, na terenie Załęczańskiego Parku Krajobrazowego (niedaleko Wielunia). Została zlikwidowana na początku lat 90. XX wieku. Jej działalność kontynuuje Centralna Szkoła Instruktorska ZHP.